# Christian Wolff (filosoof)

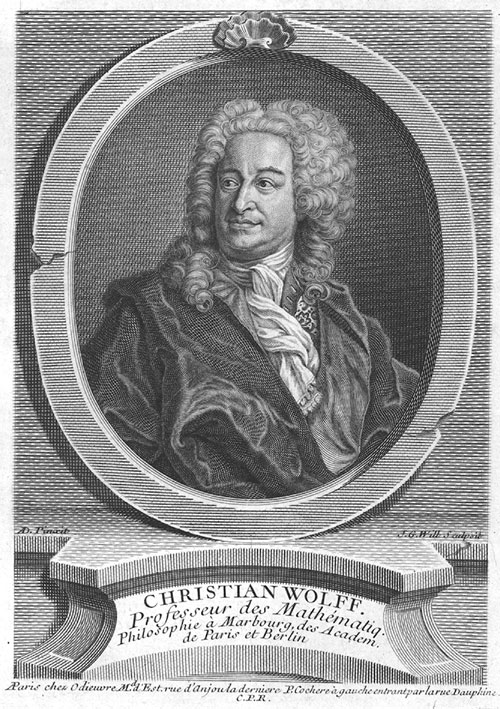
Christian Wolff

Christian Freiherr (von) Wolff (Breslau, 24 januari 1679 – Halle, 9 april 1754) was een Duitse rechtsgeleerde, filosoof, politiek denker en een van de belangrijkste figuren in de Duitse Verlichting. Zijn denken is sterk rationalistisch van aard, en ontleent veel aan de ideeën van Gottfried Leibniz. Zijn grootste invloed oefende hij uit op het volkenrecht en op de kritische filosofie van Kant.

## Leven
Hij werd geboren in Breslau en studeerde theologie in Jena. Hij hield zich er echter ook serieus bezig met wis-en natuurkunde. In 1706 werd hij benoemd tot privaatdocent aan de recentelijk opgerichte Universiteit van Halle. De universiteit was echter een bolwerk van lutheranisme, wat zich slecht verhield met Wolffs rationalisme. Wolff was bekend met veel literatuur van de missie van de jezuïeten in China. Hij werd ontslagen na een toespraak over het confucianisme waarin hij stelde dat kennis en gezag op het gebied van de ethiek niet verkregen hoeft te worden door christelijke openbaring, maar kan worden bereikt door rede. 
Wolff was nu echter een beroemdheid geworden, en werd met open armen ontvangen in Marburg, in Hessen-Kassel. Maar na het aantreden in 1740 van Frederik de Grote, die sympathiek tegenover de Verlichting stond, mocht Wolff weer terugkeren naar Pruisen.

## Denken
Filosofisch gezien zijn Wolffs ideeën deterministisch van aard, gedeeltelijk gebaseerd op Leibniz' monadologie. Wolffs volkenrechtelijke denken was sterk natuurrechtelijk van aard. Op dit gebied introduceerde hij het idee van de civitas maxima, volgens welke er buiten de statelijke orde een wereldgemeenschap bestaat, waarop het volkenrecht is gebaseerd.
Verder schreef Wolff ook nog boeken op het gebied van de logica, de kosmologie, de rationele psychologie en ook de esthetica. Verschillende ervan waren weliswaar in het Latijn geschreven, maar de meeste waren gepubliceerd in het Duits. Dit was een novum: Wolff was de eerste Duitse filosoof die ook in het Duits publiceerde. 

### Esthetica
Leibniz en Wolff gaan ervan uit dat de objectieve werkelijkheid een harmonieuze orde is, de door God geschapen beste wereld. Iemand maakt van deze werkelijkheid een abstract beeld (figuurlijk) of een voorstelling (representationes).
Wolff, naar aanleiding van Leibniz, deelde de ziel van de mens in in hogere (verstand en rede) en lagere (ken)vermogens (zinnelijkheid). Deze vermogens produceren een beeld van de werkelijkheid. De beste beelden zijn zowel helder als duidelijk. 'Helder' (claire, clara) en 'duidelijk' (distincte, distincta) zijn de psychologische criteria van kennis volgens Descartes.
Leibniz en Wolff namen deze criteria over en veranderden ze tot logische criteria. Een helder beeld betreft dan de herkenning wat een ding is. Zo'n helder beeld is duidelijk (distincta) of onduidelijk (confusa). Het is duidelijk als de eigenschappen logisch analyseerbaar zijn, dat wil zeggen in begrippen zijn te onderscheiden. Het onderscheiden van eigenschappen is een activiteit van de hogere kenvermogens.
De heldere en duidelijke kennis als beste beeld van de werkelijkheid wordt bestudeerd in de logica, de wetenschap van de hogere kenvermogens.
De lagere kenvermogens zijn gelijk aan de ratio (analogon rationis). Zij brengen eenheid in veelheid, niet door abstractie van het individuele naar algemene begrippen, maar door een coherentie van een maximum aan het individuele. Deze kennis is wel helder, maar niet duidelijk en bovendien maximaal (extensief).
De eveneens Duitse filosoof Alexander Baumgarten werkte verder aan de esthetiek van Wolff en Leibniz.

## Enkele belangrijke werken
- Anfangs-Gründe Aller Mathematischen Wissenschafften (1710)
- Auszug aus den Anfangs-Gründen aller Mathematischen Wissenschaften (latere nadruk 1772)
- Vernünfftige Gedancken von den Kräfften des menschlichen Verstandes und ihrem richtigen Gebrauche in Erkäntnis der Wahrheit (1713)
- Elementa matheseos universae (1713–1715)
- Entdeckung der wahren Ursache von der Wunderbahren Vermehrung des Getreydes, (Halle 1719)
- Vernünftige Gedanken von Gott, der Welt und der Seele des Menschen, auch allen Dingen überhaupt, den Liebhabern der Wahrheit mitgetheilet (1719)
- Vernünftige Gedanken von dem gesellschaftlichen Leben der Menschen (1721)
- Allerhand nützliche Versuche, dadurch zu genauer Erkänntnis der Natur und Kunst der Weg gebähnet wird (1721)
- Vernünfftige Gedancken von den Würckungen der Natur (1723)
- Oratio De Sinarum Philosophia Practica In Solemni Panegyri Recitata, de befaamde rede over de Chinese filosofen (1726)
- Philosophia prima sive Ontologia (Frankfurt, 1730)
- Cosmologia generalis (Frankfurt en Leipzig, 1737)
- Jus gentium methodo scientifica (Halle, 1749)
- Institutiones juris naturae et gentium (Halle, 1750)

- Bibsys: 90037002
- Biblioteca Nacional de Chile: 000249735
- Biblioteca Nacional de España: XX875432
- Bibliothèque nationale de France: cb121387859 (data)
- Catàleg d'autoritats de noms i títols de Catalunya: 981058519713906706
- CiNii: DA01148845
- Gemeinsame Normdatei: 118634771
- International Standard Name Identifier: 0000 0001 2276 0981
- Library of Congress Control Number: n79115505
- Nationale Bibliotheek van Letland: 000106165
- Mathematics Genealogy Project: 47793
- Bibliotheek van het Japanse parlement: 00682875
- Nationale Bibliotheek van Tsjechië: ola2002113755
- Nationale bibliotheek van Australië: 35791899
- Nationale Bibliotheek van Israël: 987007270001305171
- Nationale Bibliotheek van Polen: a0000001188363
- Nationale en Universitaire bibliotheek Zagreb: 000218051
- Nederlandse Thesaurus van Auteursnamen: 068365845
- Istituto Centrale per il Catalogo Unico: CFIV094042
- LIBRIS: 231636
- SNAC: w62c0w2w
- Système universitaire de documentation: 027283429
- Trove: 1089748
- Virtual International Authority File: 7425989
- WorldCat: E39PBJcgCqWhdbfbMdYKtkFxjC